# Multimedidor
Multimedidor é um equipamento eletrônico capaz de realizar diversas medições em um circuito elétrico.
Um multimedidor possui a função de medições instantâneas (função de voltímetro, amperímetro, frequencímetro, etc...) e acumulativas (demanda, energia elétrica, etc...)

## Conceito
Normalmente multimedidores operam em sistemas CA (corrente alternada) e necessitam medir a tensão elétrica e a corrente elétrica do circuito a ser analisado. Estas informações podem ser obtidas diretamente (medição direta) ou indiretamente, por meio de transformadores de potencial (para medição de tensão) e transformadores de corrente (para medição de corrente).
A principal diferença entre um multimedidor e um multímetro é o fato do multimedidor ser instalado de forma fixa, normalmente na porta de um painel elétrico. Multímetros, ao contrário, são portáteis.
Quando não são equipados com display e destinam-se exclusivamente a supervisão remota, os multimedidores também são conhecidos como transdutores.

## Funcionamento
Multimedidores se baseiam em circuitos eletrônicos compostos de A/D (conversores analógico/digital) que convertem os sinais de tensão e corrente em sinais digitais e microprocessadores (ou microcontroladores) que realizam os cálculos matemáticos para medição de cada grandeza elétrica.
Dependendo da tecnologia empregada na medição e no processamento dos sinais um multimedidor pode ter maior ou menor precisão.
Todo multimedidor possui um display para indicar as informações medidas. Este display normalmente é do tipo LCD (liquid cristal display) ou LED (light emitting diode).

## Monitoramento remoto
Alguns multimedidores possuem saídas de comunicação para supervisão remota. Nestas saídas normalmente é utilizado os padrões RS-232, RS-485 ou Ethernet.
Boa parte dos multimedidores disponíveis no mercado utilizam o protocolo Modbus. Outros protocolos também utilizados são o Profibus, Devicenet, Metasys, dentre outros protocolos específicos a certas aplicações.